# Place des Garennes
La place des Garennes est une place nantaise, située dans le quartier Bellevue - Chantenay - Sainte-Anne.

## Situation et accès
Cette place est située dans l'axe de l'église Saint-Anne dont elle est séparée par l'avenue Sainte-Anne débouchant au nord-ouest de la place. Sur le côté nord-est débute la rue des Acadiens, et à l'opposé la rue Lehuédé. Enfin, le côté sud-est est longé par la rue de l'Hermitage. De l'autre côté de cette dernière, on accède à l'« escalier Sainte-Anne » qui permet de descendre vers le quai Marquis-d'Aiguillon.
La place, en léger dénivelé vers la Loire, mesure environ 90 mètres de longueur sur un peu plus de 30 mètres de largeur. Elle est plantée de deux rangées d'une quinzaine de platanes communs, séparant l'allée centrale des deux contre-allées qui longent les immeubles bordant l'espace.

## Origine du nom
Son nom vient du fait qu'à l’origine l'endroit était un lieu sauvage où vivaient les lapins. Le propriétaire des lieux, le Seigneur de Lusançay bénéficiait du droit de chasse.

## Historique
Un premier projet de place était déjà prévu en 1780, mais ne fut pas suivi d'effet. En 1801, elle figure de nouveau sur un plan, mais elle ne verra sa réalisation se concrétiser qu'au milieu du XIXe siècle. Une décision du 14 septembre 1848 du Président du Conseil des Ministres déclare d’utilité publique l’exécution du plan d’alignement de la place et de l'avenue Sainte-Anne. C'est probablement pour cette raison que les numérotations actuelles des habitations de la place et de l'avenue se suivent : la place se termine aux nos 7 et 10, tandis que l'avenue débute aux nos 9 et 12.
Avant 1876, la place des Garennes était beaucoup plus grande qu'aujourd'hui. Sa superficie fut réduite à la suite de la construction de deux écoles publiques inaugurées respectivement en 1876 et 1878 : celle des garçons à l'ouest, celle des filles à l'est.
En août 1942, l’armée allemande réquisitionne la première et y loge une batterie de D.C.A. avec ses servants. Cette école subit de gros dégâts lors du bombardement du 23 septembre 1943.
En 1970, les deux écoles deviennent mixtes avant que l'ensemble des élèves ne soient regroupés dans l'école des garçons. En 1979, la municipalité met à la disposition de la Fédération de l'Éducation nationale (FEN) les locaux vacants de l'école des filles qui deviennent ainsi un local syndical. La FEN quitte le bâtiment le 20 août 2001, pour rejoindre la nouvelle « maison des syndicats » installée dans l’ancienne gare de Nantes-État. Un an plus tard, l'ancienne école devient une maison de quartier baptisée « Le Dix »,.

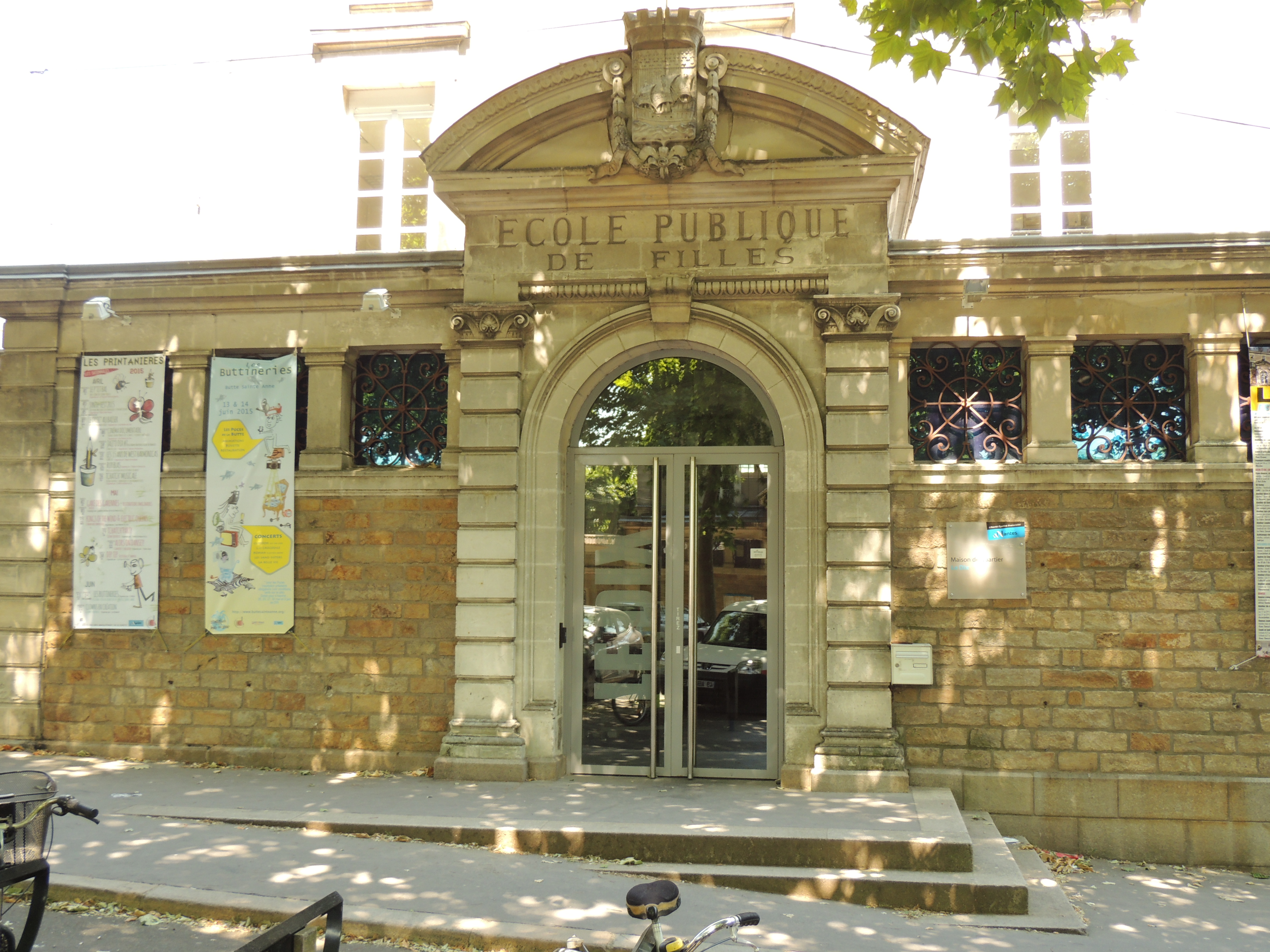
Ancienne « école des filles », devenue la maison de quartier « Le Dix ».
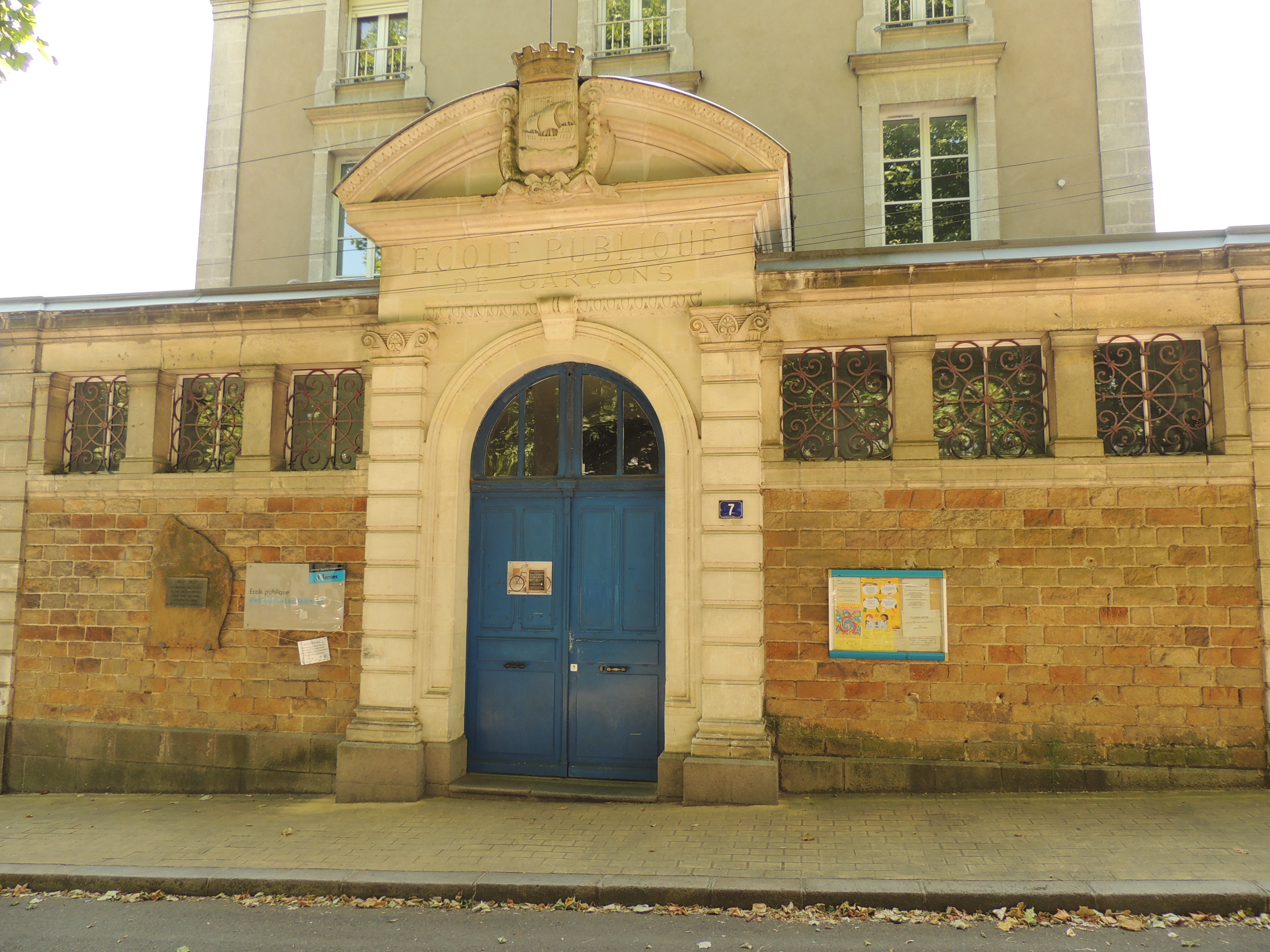
Ancienne « école des garçons », devenue école mixte.

## Voies secondaires

### Rue Lehuédé
Localisation : 47° 12′ 06″ N, 1° 34′ 43″ O
Cette voie, constituée de deux segments perpendiculaires, part de la rue de l'Hermitage pour aboutir place des Garennes, fut inaugurée le 21 mai 1890. Son nom rend hommage à Jean-Noël Lehuédé (1807-1884), originaire de Batz-sur-Mer, vicaire de Chantenay-sur-Loire en 1831, missionnaire diocésain en 1841 : il fut le fondateur et premier curé de l'église Sainte-Anne en 1846, avant d'en devenir le chanoine honoraire en 1870.

### Rue des Acadiens
Localisation : 47° 12′ 08″ N, 1° 34′ 40″ O
Cette voie rectiligne qui part de la place des Garennes pour aboutir rue de Miséry constituait la portion orientale de la rue Lehuédé jusqu'au 23 mai 1987, date à laquelle elle prit son nom actuel en mémoire des quelques milliers d'acadiens qui trouvèrent refuge à Nantes durant la seconde moitié du XVIIIe siècle à la suite du « Grand Dérangement ». Parmi ces nombreuses familles, une grande majorité d'entre elles vinrent s'installer à Chantenay au point où, pendant les dix années qui suivirent leur arrivée (1775-1785), on enregistra 550 actes les concernant (baptêmes, mariages ou sépultures), dans les registres de la paroisse. Sur le mur de la maison de quartier « Le Dix » (ancienne école communale des filles), qui borde la rue sur son côté nord, le peintre américain Robert Dafford réalisa en août 1993 une fresque évoquant l'arrivée des premiers migrants à Nantes en 1785.
Le 18 juin 1981, au no 8 de la rue, fut inauguré le planétarium de Nantes.